# عبد الله بن محمد بن خميس
عبد الله بن محمد بن خميس، باحث وكاتب وشاعر سعودي، يعد من أبرز الأدباء المهتمين بالأدب والتاريخ والجغرافيا والفكر والثقافة في المملكة العربية السعودية.

## حياته ودراسته
ولد عام 1339هـ- 1919م بقرية الملقي إحدى قرى الدرعية بمنطقة الرياض وفي سن الطفولة انتقلت أسرته إلى الدرعية وبها تعلم مبادئ القراءة والكتابة في كتاب يتولى تدريس الأطفال يدعى عبد الرحمن بن محمد الحصان الذي كان أماماً وحافظاً للقرآن، وقد واجه عبد الله بن خميس الصعاب اثناء تجواله في الصحراء مما جعله يُبدع في كتاباته عن الجبال والوديان، وفي بداياته كانت حصيلته العلمية لا تتعدى القراءة والكتابة والحساب في كتاب الدرعية وما أخذه عن والده في قراءة الكتب مثل كتب ابن تيمية وابن القيم وصحيح البخاري ومجموعة الحديث، وحفظ بعض الأشعار والقصص والروايات.
التحاقه بمدرسة دار التوحيد بالطائف حين أُفتتحت عام 1364 هـ - 1944 م حيث التحق بها في القسم التمهيدي لأخذ الشهادة الابتدائية بها واستمر بالعمل في الدار، وبعد أن حصل على شهادة الدار انتقل إلى كلية الشريعة واللغة بمكة المكرمة، وكلف من قبل الأستاذ حمد الجاسر بالإشراف على طباعة مجلة اليمامة بمكة المكرمة، وبعد ما تخرج من الكلية انطلق ليبدأ الحياة العملية.

## عمله
- في نهاية عام 1373 هـ - 1953 م عين مديراً لمعهد الأحساء العلمي فأبدى هناك نشاطاً علمياً وأدبياً وأدارياً.
- وفي عام 1375 هـ - 1955م عين مديراً لكليتي الشريعة واللغة بالرياض.
- وفي عام 1376 هـ - 1956م عين مديراً عاماً لرئاسة القضاء بالمملكة العربية والسعودية.
- وفي عام 1381 هـ - 1961م صدر مرسوم ملكي بتعيينه وكيلا لوزارة المواصلات في المملكة العربية السعودية.
- وفي عام 1386 هـ - 1966م عين رئيساً لمصلحة المياه بالرياض.
- وفي عام 1392 هـ - 1972م قدم عبد الله بن خميس طلباً للإحالة للتقاعد للتفرغ للبحث والتأليف.

## عضوياته
كان عبد الله الخميس عضواً في كثير من الجهات العلمية والثقافية والاجتماعية داخل المملكة العربية السعودية وخارجها، ومن تلك الجهات:
- مجمع اللغة العربية بدمشق.
- مجمع اللغة العربية بالقاهرة.
- المجمع العلمي العراقي.
- مجلس الأعلام الأعلى.
- مجلس إدارة دارة الملك عبد العزيز.
- مجلس إدارة المجلة العربية.
- مجلس إدارة مؤسسة الجزيرة للصحافة والطباعة والنشر.
- جمعية البر بالرياض.

## إسهاماته الثقافية
- هو أول رئيس للنادي الأدبي بالرياض
- نائبا للأمير سلمان بن عبد العزيز في اللجنة الشعبية لرعاية أسر ومجاهدي فلسطين.
- وفي عام 1379 هـ - 1959 م بالتعاون مع الشيخ عبد العزيز الربيعي أصدر مجلة الجزيرة ويعتبر من مؤسسي الصحافة في المملكة العربية السعودية، وفي نجد على وجه الخصوص، وقد تحولت مجلة الجزيرة بعد ذلك إلى جريدة يومية.
- نشرت له الصحافة السعودية والعربية العديد من البحوث والمقالات.
- مثّل المملكة العربية السعودية في عدة مؤتمرات أدبية وعلمية.
- وله العديد من المحاضرات داخل وخارج المملكة العربية السعودية.
- وله العديد من المشاركات الإذاعية والتلفزيونية ومنها برنامجه ألإذاعي الذي استمر لمدة أربع سنوات (من القائل)، وبرنامجه التلفزيوني مجالس الإيمان.
- وله العديد من المشاركات الإذاعية والتلفزيونية ومنها برنامجه الإذاعي الذي استمر لمدة أربع سنوات (من القائل).
- ولأدب الرحلات في حياة عبد الله بن خميس وضع وموقع مهم وقد قام برحلات عدة في شبه الجزيرة العربية كاملة، كما زار معظم البلاد العربية من المحيط إلى الخليج إضافة إلى زيارته لبعض البلدان في آسيا وأوروبا وأمريكا الشمالية.

## الجوائز والتكريم
- حاز على جائزة الدولة التقديرية في الأدب في عام 1404هـ.
- منح وشاح الملك عبد العزيز من الدرجة الأولى في الشخصية الثقافية المكرمة في مهرجان الجنادرية السابع عشر وذلك عام 1422 هـ - 2002 م
- حصل على وسام تكريم وميدالية من مجلس التعاون الخليجي في مسقط عام 1410 هـ - 1989 م.
- حصل على وشاح فتح وميداليه من منظمة التحرير الفلسطينية.
- حصل على وسام الشرف الفرنسي من درجة فارس قلده إياه الرئيس الفرنسي (فرانسوا ميتران).
- حصل على وسام الثقافة من تونس قلده إياه الرئيس الحبيب بورقيبة.
- شهادة تكريم من أمير دولة البحرين الشيخ عيسى بن سلمان آل خليفة بمناسبة الاحتفاء برواد العمل الاجتماعي من دول الخليج وذلك عام 1407 هـ - 1987 م.
- حصل على العديد من الجوائز والميداليات في والشهادات والدروع في محافل ومناسبات عديدة.

## شاعريته
تحدث عبد الله بن خميس عن شاعريته قائلاً: «علاقتي بالشعر بدأت مبكرة، وصلتي به قديمة، فحينما كنت أتصيد عبارات النطق، وأحاكي من حولي، وأروض نفسي على الكلام الصحيح في سن الطفولة، كان الشيخ الوقور والدي -رحمه الله- يستذكر محفوظاته الأولى، ويتنفسها بصوت ندي، وبيان شجي، على طريقة الأقدمين في التغني بالشعر، والترويح عن النفس ببعض نفحاته، فكنت أتلذذ بهذا الصوت، وأُصغي إليه، وأجد ارتياحاً لسماعه، لا أجد فيما يُبثُّ حولي من الأحاديث العابرة، والكلام المعهود، ومع مرور الزمن، وتكرار القطع المفضلّة، التي يردُّدها والدي في إنشاده، وجدت نفسي أحفظها حفظاً آلياً لا نصيب له من الفهم، ولم تزل تختزنها الذاكرة، ويعيها القلب، رغم تعاقب السنين، وإهمال معاودتها بعد وفاة والدي -رحمه الله-».
ولعل أول حادثة أظهرت نبوغ ابن خميس الشعري كتابة وإلقاءً أنه عندما زار الملك عبدالعزيز الطائف ونزل الحوية. اجتمع مجموعة من منسوبي مدرسة دار التوحيد وعلى رأسهم المدير وبعض المعلمين من أجل الذهاب إلى الملك عبد العزيز هناك والسلام عليه وكان لا بد من اختيار أحد الطلاب المميزين لإلقاء قصيدة بين يدي الملك، وقد وقع الاختيار على ابن خميس الذي أعد قصيدة لافتة تزيد عن عشرين بيتًا، وتعد هذه القصيدة من أوائل قصائد ابن خميس، ومن أبيات هذه القصيدة:
واستمرت تلك الموهبة الشعرية في الازدياد، وكان ابن خميس حاضر البديهة متدفق شعريًا؛ مما جعل أهالي بلدته الدرعية يختارونه لإلقاء قصيدة أمام الملك سعود في الحفل الذي أقامه الأهالي بمناسبة زيارة الملك سعود الدرعية بعد توليه الحكم، فأجاب ابن خميس طلب أهالي بلدته وكتب القصيدة كما قال:" كنت أبني القصيدة وأنا على متن الطائرة، ومن أبياتها:

## مؤلفاته
أثرى المكتبة العربية بعشرات الكتب في الأدب والشعر والنقد والتراث والرحلات، وصال وجال في الصحافة والمنتديات والمؤتمرات داخل المملكة وخارجها، هي:
- تاريخ اليمامة سبعة أجزاء.
- المجاز بين اليمامة والحجاز جزء واحد.
- على ربى اليمامة جزء واحد.
- من القائل أربعة أجزاء.
- معجم اليمامة جزأين.
- معجم جبال الجزيرة خمسة أجزاء.
- معجم أودية الجزيرة جزأين.
- معجم رمال الجزيرة جزء واحد.
- راشد الخلاوي جزء واحد.
- الشوارد ثلاثة أجزاء.
- من أحاديث السمر جزء واحد.
- الدرعية جزء واحد.
- شهر في دمشق جزء واحد.
- محاضرات وبحوث جزء واحد.
- من جهاد قلم جزء واحد.
- فواتح الجزيرة جزء واحد.
- أهازيج الحرب أو شعر العرضة جزء واحد.
- الأدب الشعبي في جزيرة العرب جزء واحد.
- بلادنا والزيت جزء واحد.
- الديوان الثاني جزء واحد.
- رموز من الشعر الشعبي تنبع من أصلها الفصيح جزء واحد.
- جولة في غرب أمريكا جزء واحد.
- تنزيل الايات – شواهد الكشاف جزء واحد.
- إملاء ما من به الرحمن جزأين.
- أسئلة وأجوبة جزء واحد.

## وفاته
توفي في يوم الأربعاء 15 جمادى الآخرة 1432 الموافق 18 مايو 2011 بعد حياة حافلة بالعلم والعطاء.

## انظر ايضاً
- عبد العزيز الربيعي
- حمد الجاسر
- عبد الرحمن بن زيد السويداء

## وصلات خارجية
- الأستاذ عبد الله بن محمد بن خميس سيرة عطرة.
- عبد الله بن خميس.. ذكريات وتجارب.
- بن خميس ذاكرة التاريخ والجغرافيا السعودية.